# Jane Kennedy
Jane Kennedy, död 1589, var en skotsk hovfunktionär.  Hon var hovdam åt Maria Stuart. 
Hennes bakgrund är obekräftad. Hon var möjligen dotter till Gilbert Kennedy, 3rd Earl of Cassilis. 
Hon nämns vid sidan av Marie Courcelles och Mary Seton som en av de tre hovdamer som fanns hos Maria Stuart under dennas fångenskap på Loch Leven Castle efter Slaget vid Carberry Hill 1567. Hennes roll i Marias flykt från Loch Leven omtalades i samtida skildringar. 
Hon var sedan anställd i Marias hushåll under hela hennes fångenskap i England: hon nämns som anställd där 1569. Hon hade ansvar för Marias juveler, linne och tvätt. Hon nämns ofta i skildringar om Marias fängelsetid. Hon närvarade vid Marias avrättning 1587 och var den hovdam som band för Marias ögon inför avrättningen. 
Efter avrättningen fick hon och Andrew Melville of Garvock ansvar för de juveler Maria önskade testamentera till sin son kung Jakob, och återvände till Skottland för att överlämna dem till honom. Därefter gifte hon sig med Andrew Melville of Garvock. 